# SN 1955D
SN 1955D – supernowa odkryta 18 listopada 1955 roku w galaktyce M-03-03-06. W momencie odkrycia miała maksymalną jasność 15,50m.